# Xã Cove, Quận Polk, Arkansas
Xã Cove (tiếng Anh: Cove Township) là một xã thuộc quận Polk, tiểu bang Arkansas, Hoa Kỳ. Năm 2010, dân số của xã này là 1.379 người.